# Alto Lucero
Alto Lucero (anciennement : Alto Lucero de Gutiérrez Barrios) est une ville de l'État mexicain de Veracruz. Située dans la partie centrale de cet État, elle est proche du golfe du Mexique à l'ouest, et se trouve à 35 km à l'est de la capitale Xalapa. Elle est le chef-lieu de la municipalité d'Alto Lucero de Gutiérrez Barrios.

## Géographie
La ville d'Alto Lucero se trouve dans le bassin versant du fleuve Río Actopan, entre ses affluents de rive nord que sont les rivières Chapopote à l'ouest, et Chalcoya à l'est. Chef-lieu de la municipalité d'Alto Lucero de Gutiérrez Barrios, elle se situe dans ses confins orientaux. Assise sur le massif de la Sierra de Chiconquiaco, son altitude est de 1 111 mètres. Sa population était en 2020 de 5 243 habitants.

## Économie
La centrale nucléaire de Laguna Verde, la seule de ce type au Mexique, a été construite dans les années 1970 près de la ville de Punta Limón, dans les confins occidentaux de la municipalité d'Alto Lucero de Gutiérrez Barrios, au bord du golfe du Mexique. 